# Уапелло (округ)
Уапелло, или Уо́пелло (англ. Wapello County) — округ в штате Айова в Соединённых Штатах Америки. 
На 2000 год численность населения составляла 36 051 человек. По оценке бюро переписи населения США в 2009 году население округа составляло 35 334 человек. Окружным центром является город Оттамуа.

## История
Округ Уапелло был сформирован в 17 февраля 1843 года и назван в честь вождя племени мескваки Уапелло.

## География
Согласно данным Бюро переписи населения США площадь округа Уапелло составляет 1118 км².

### Основные шоссе
- Шоссе 34
- Шоссе 63
- Автострада 16
- Автострада 137
- Автострада 149

### Соседние округа
- Махаска  (северо-запад)
- Киокак  (северо-восток)
- Джефферсон  (восток)
- Дейвис  (юг)
- Монро  (запад)

## Демография
По данным переписи населения 2000 года в округе проживало 36 051 жителей. Среди них 23,3 % составляли дети до 18 лет, 16,9 % люди возрастом более 65 лет. 50,9 % населения составляли женщины.
Национальный состав был следующим: 96,5 % белых, 1,3 % афроамериканцев, 0,4 % представителей коренных народов, 0,9 % азиатов, 7,4 % латиноамериканцев. 0,9 % населения являлись представителями двух или более рас.
Средний доход на душу населения в округе составлял $16500. 15,2 % населения имело доход ниже прожиточного минимума. Средний доход на домохозяйство составлял $40202.
Также 81,5 % взрослого населения имело законченное среднее образование, а 14,6 % имело высшее образование.